# Cerotainia atrata
Cerotainia atrata là một loài ruồi trong họ Asilidae. Cerotainia atrata được Jones miêu tả năm 1907. Loài này phân bố ở vùng Tân Bắc giới.